# 1:23:45
"1:23:45" es el primer episodio de la miniserie de televisión de drama histórico Chernobyl, que detalla el desastre nuclear ocurrido el 26 de abril de 1986 y las consecuencias que enfrentaron todos los involucrados. El episodio fue dirigido por Johan Renck y escrito por el creador de la serie Craig Mazin, y se emitió en HBO en los Estados Unidos el 6 de mayo de 2019 y en Sky Atlantic en el Reino Unido e Irlanda el 7 de mayo de 2019. El episodio detalla la explosión del reactor 4 en la central nuclear de Chernóbil y las reacciones de los ciudadanos de Pripyat, particularmente los trabajadores de la planta y los bomberos. El ingeniero jefe adjunto Anatoly Dyatlov (Paul Ritter) y el Comité Ejecutivo de Pripyat desestiman la gravedad de la explosión, a pesar de que la exposición del núcleo pone en peligro la vida de sus ciudadanos.
Mazin comenzó a investigar para el proyecto en 2014, leyendo varios libros e informes gubernamentales que detallan los eventos que ocurrieron durante la explosión y sus consecuencias. También entrevistó a científicos nucleares y ex ciudadanos soviéticos para comprender cómo funciona un reactor nuclear y tener una mejor idea de la cultura en 1986. Se lanzó un podcast complementario de la miniserie para cada episodio junto con el lanzamiento de cada episodio, comenzando con "1:23:45", que se lanzó el 6 de mayo de 2019.
El episodio recibió una gran aclamación de los críticos, que elogiaron la representación realista del desastre de Chernobyl, la atmósfera, la cinematografía y la actuación de Ritter. La emisión inicial del episodio a través de HBO atrajo a más de 756.000 espectadores en Estados Unidos, mientras que en Reino Unido a través de Sky UK logró atraer a más de 861.000 espectadores. El episodio ganó tres premios Emmy de Primetime Creative Arts.

## Trama
El 26 de abril de 1988, Valery Legasov graba cintas que revelan la verdad de lo que realmente sucedió la noche del desastre de Chernóbil. Legasov logra ocultar las cintas mientras evita ser visto por un agente de la KGB (sentado en un auto), luego regresa a su apartamento y se ahorca (su muerte ocurrió un minuto después del segundo aniversario en la vida real).
Dos años antes, el 26 de abril de 1986, el reactor nº 4 de la central nuclear de Chernóbil explota cerca de Prípiat, Ucrania. El bombero Vasily Ignatenko y su esposa embarazada Lyudmilla Ignatenko ven la explosión (que proyecta un resplandor azul eléctrico de aire ionizado desde la central eléctrica) desde su apartamento. Dentro de la sala de control de la central, el ingeniero jefe adjunto Anatoly Dyatlov se niega a creer que el núcleo nuclear explotó a pesar de haber escuchado las afirmaciones de algunos de los trabajadores y haber visto grafito nuclear esparcido en el tejado de uno de los edificios. Mientras algunos de los ingenieros gravemente heridos se apresuran a localizar a sus colegas desaparecidos, Dyatlov abandona la planta para reunirse con el Comité Ejecutivo de Pripyat, junto con el director de Chernobyl, Viktor Bryukhanov, y el ingeniero jefe Nikolai Fomin. Antes de irse, Dyatlov obliga a Aleksandr Akimov y Leonid Toptunov a abrir manualmente las válvulas de agua para inundar el reactor dañado y restaurar la refrigeración. Ellos obedecen, pero al hacerlo se exponen a dosis de radiación letales.
Llaman a Vasily para que apague el incendio. Él y otros bomberos y socorristas llegan y se apresuran a apagar el incendio. Debido a la explosión, varios bloques de grafito nuclear quedan esparcidos entre los escombros. Después de que uno de los bomberos recoge uno de estos bloques, su mano sufre quemaduras graves en cuestión de segundos. Vasily, que está rojo por las quemaduras de radiación, comienza a sufrir el síndrome de radiación aguda (SRA). Lyudmilla, temiendo los riesgos de la explosión, se niega a observar el incendio desde el puente de la carretera junto a sus vecinos, quienes sin darse cuenta quedan expuestos a altas dosis de radiación.
Mientras tanto, Dyatlov, Bryukhanov y Fomin se reúnen y concluyen que, aunque el reactor resultó gravemente dañado y una explosión de hidrógeno provocó una fuga de agua contaminada, el daño está bajo control. Ellos, junto con el comité, ignoran los peligros de la explosión y la radiación, prohíben a los residentes de Pripyat evacuar y proceden a bloquear toda comunicación con el mundo exterior. El ingeniero jefe adjunto de operaciones de Chernóbil, Anatoly Sitnikov, llega e informa que el núcleo nuclear está expuesto después de presenciar el daño. Sus afirmaciones son desestimadas y Bryukhanov y Fomin obligan a Sitnikov a subir al tejado para hacer una inspección visual después de que Dyatlov se desploma por ARS. Sitnikov se opone, pero a punta de pistola lo hace y recibe una dosis letal de radiación. Les informa a Bryukhanov y Fomin, pero ellos todavía se niegan a creer que el reactor explotó. 
Legasov recibe una llamada del vicepresidente del Consejo de Ministros, Boris Shcherbina, quien le ordena brindar asesoramiento técnico al comité que gestiona la respuesta. Mientras tanto, el viento transporta lentamente humo radiactivo hacia Pripyat, creando el Bosque Rojo y matando la vida silvestre. Los niños de Pripyat caminan hacia la escuela, y cuando un pájaro cae del cielo y muere debido a la radiación, los niños no se dan cuenta.

## Producción

### Desarrollo
El guionista Craig Mazin fue reconocido por trabajar principalmente en comedias durante los últimos 20 años, como Scary Movie, Identity Thief y The Hangover. Mazin consideró que trabajar en Chernóbil era más fácil que en las comedias: "Es brutal. Requiere sentido de la lógica y cierta capacidad intelectual. Algunas de las personas más inteligentes que conozco son guionistas de comedia. Hay que ser transgresor, pero también hay que comprender a los personajes. Cuando escribía Chernóbil, me pareció muy natural".   Para capturar la magnitud de la explosión en la serie, Mazin viajó a la Zona de Exclusión de Chernóbil, y declaró: "Eso requirió vivir con esa mentalidad y esa cultura, y compartir los guiones desde el principio con personas que crecieron en la Ucrania soviética y que los revisaran minuciosamente. Una atención increíble a los pequeños detalles: ropa, relojes, gafas, todo. Rodando en Lituania, muchos de nuestro equipo tenían la edad suficiente para recordar cómo era vivir en la Unión Soviética. Nos decían: 'Si traían su almuerzo al trabajo, usaban un maletín. No usaban una bolsa de papel'". 
En 2014, Mazin desarrolló un interés en adaptar el desastre de Chernóbil y comenzó a investigar para el proyecto leyendo libros y entrevistando a científicos nucleares con la esperanza de obtener la representación más precisa de la explosión para la serie.  Afirmó: «Bueno, en el centro de esta historia se encuentra la pregunta de qué sucede cuando nos desconectamos de la verdad. El sistema soviético era, en esencia, un enorme monumento a la mentira útil. Hicieron de la mentira un arte: se mentían entre sí, mentían a sus superiores, mentían a sus inferiores, y lo hacían por pura supervivencia. Al final, simplemente se convirtió en algo esperado, y la verdad fue denigrada. Cuando asomó la cabeza, fue atacada. Así que pensé que lo peor que podía hacer al contar una historia así sería contribuir a ese problema con una sobrenarración y dramatización».  También reveló que quería mostrar al público que la mentira, la arrogancia y la supresión de la crítica son, de hecho, el verdadero peligro que condujo al desastre, y no la energía nuclear. 
El 26 de julio de 2017, se anunció que Johan Renck dirigiría la miniserie, habiendo trabajado previamente en algunos episodios de Breaking Bad y The Walking Dead.  Renck expresó su interés en dirigir la serie tras leer el guion debido a su interés por las historias oscuras, explicando: "Básicamente, empezó con un guion que apareció en mi escritorio un día. El título por sí solo me interesó mucho, ya que este tipo de historia trágicamente oscura, inquietante y dramática suele encajar con mi gusto. Es lo que me atrae. Soy de origen sueco y viví en Estocolmo en 1986 cuando ocurrió la catástrofe, así que la recuerdo vívidamente porque, si bien Suecia no se vio afectada, también fueron los primeros en comprender que algo había sucedido fuera de la Unión Soviética, ya que la habían controlado". Los elementos de terror de la serie se deben a que Renck quería retratar el desastre con sus propios sentimientos y percepción de la realidad, en lugar de intentar trabajar dentro del ámbito cinematográfico y tener que usar las herramientas tradicionales

### Casting
Los productores originalmente tenían la intención de tener a Daniel Day-Lewis en el papel principal como Valery Legasov, pero el primero se retiró de la actuación solo unos días antes del anuncio de la serie luego de la finalización de su última película Phantom Thread.  El 26 de junio de 2017, se confirmó que Jared Harris se uniría a la serie como Legasov;  "Sentí cierta responsabilidad, pero no interpreto al personaje histórico. El guion modificó los hechos reales para centrarse en la historia entre Legasov y Shcherbina, así que es necesario definir el papel que uno juega en ella y luego usar la imaginación para conectar con el material".  En lugar de usar acento ruso, Harris usó el suyo natural, ya que los personajes "hablaban en su propio idioma" y consideró que sería más lógico que los actores usaran sus respectivos acentos. 
El 19 de marzo de 2018, se confirmó que Stellan Skarsgård se uniría a la serie en el papel de Boris Shcherbina y declaró: «Nadie consideraría un privilegio pasar cinco meses en una planta nuclear en ruinas, a menos que fuera para interpretar un guion como este de Craig Mazin, trabajar con un director como Johan Renck, colaborar con una productora como Jane Featherstone, improvisar con un actor como Jared Harris y finalmente estar a los pies de Emily Watson, a quien he extrañado durante unos 20 años».  Adam Nagaitis y Jessie Buckley fueron elegidos para la serie, interpretando a Vasily Ignatenko y Lyudmilla Ignatenko respectivamente.   El episodio también está protagonizado por Paul Ritter como Anatoly Dyatlov, Con O'Neill como Viktor Bryukhanov, Adrian Rawlins como Nikolai Fomin, Sam Troughton como Aleksandr Akimov y Robert Emms como Leonid Toptunov.  

### Rodaje
El rodaje del programa comenzó su fotografía principal en abril de 2018, en Lituania, debido a que se mantuvo la misma arquitectura durante el período en que el país aún era parte de la Unión Soviética.  Para representar la ciudad de Pripyat en la serie, el rodaje tuvo lugar en el barrio residencial de Fabijoniškės en la ciudad de Vilnius.  La razón principal por la que el equipo no filmó en Pripyat se debe al estado de deterioro actual en el que se encuentra la ciudad después de su evacuación tras el desastre, ya que era necesario representar la ciudad tal como era en el momento del incidente. Mazin también reveló que todavía es peligroso filmar cerca de Chernóbil, ya que deben pasar 20.000 años para que vuelva a estar disponible para la habitación humana.   Las escenas que transcurren en la central nuclear fueron filmadas en la central nuclear de Ignalina, que se encuentra cerrada desde 2009, debido a que ambas son muy similares. 

### Significado del título
El título del episodio hace referencia a la hora exacta del reloj en la que explotó el reactor 4 de la central nuclear de Chernóbil, a la 1:23:45 AM del 26 de abril de 1986.  También representa el momento exacto en el que Legasov se suicidó para coincidir con el segundo aniversario de la explosión de Chernóbil. Sin embargo, esto sólo se utiliza en el episodio con fines dramáticos, ya que Legasov en realidad se suicidó un día después.

## Recepción

### Audiencia
"1:23:45" se emitió por primera vez en Estados Unidos a través de HBO el 6 de mayo de 2019, donde fue visto por 756.000 espectadores y recibió una calificación de 0,19 en el grupo demográfico de 18 a 49 años.  Le siguió su emisión en Reino Unido y República de Irlanda a través de Sky Atlantic el 7 de mayo de 2019, donde obtuvo un total de 861.000 espectadores.

### Respuesta crítica
"1:23:45" recibió elogios de los críticos. David Griffin de IGN comentó: «Chernobyl, de HBO, es una inmersión brillante y emocionalmente agotadora en un evento horroroso. Stellan Skarsgård, Jared Harris y Emily Watson ofrecen actuaciones memorables, realzadas por la hábil dirección de Johan Renck y la aguda escritura de Craig Mazin. Si bien los horrores de Chernobyl pueden ser difíciles de digerir, vale la pena quedarse por la narrativa... aunque te haga sentir incómodo de vez en cuando».  Ed Cumming de The Independent calificó el episodio con 5 estrellas y declaró: «La amenaza de una guerra nuclear puede haber disminuido, pero como metáforas, la radiación y la lluvia radiactiva son tan poderosas como lo fueron hace 30 años. Oportuna, sombría, inteligente y cautivadora, Chernobyl es el triunfo de un desastre». Adam Starkey de Metro también le dio al episodio 5 estrellas y consideró que «algunos podrían encontrar Chernóbil demasiado sombrío para disfrutarlo, pero muy pocos programas causan una primera impresión tan sorprendente e inquietante. Como entretenimiento, relato del desastre y advertencia de peligros terriblemente relevantes, Chernóbil es un logro asombroso e imperdible que te perseguirá durante semanas».
Lucy Mangan, de The Guardian, le dio al episodio 3 estrellas, elogiando la actuación de Ritter y calificándola de "parte de un desfile uniformemente excelente de actuaciones que luchan por encontrar coherencia en el caos", pero criticó la falta de una mayor precisión en los efectos, con la esperanza de que la serie mejorara en los siguientes episodios: "Con Jared Harris como protagonista, esta miniserie sobre la crisis de 1986 debería ser apasionante, pero en cambio deja a los espectadores atrapados en una nube desconcertante de preguntas sin respuesta".  David Fear, de la revista Rolling Stone, calificó el episodio con 3,5 estrellas y afirmó que la serie "dedica cinco cuatros a mostrar cómo una tormenta perfecta de errores y encubrimientos condujo a una auténtica catástrofe, además de sumergirse en una devastación que se desarrolla como una pesadilla a cámara lenta".  Sophie Gilbert de The Atlantic elogió las actuaciones de los tres actores principales, "que son titanes que logran mantener diálogos que podrían resultar engorrosos en manos menos competentes. Si bien pocas cosas se desgastan más rápido que las malas jergas de Vladivostok de artistas formados en la RADA, las cadencias aquí son tan extremadamente británicas que a veces se instala una disonancia cultural".  Keith Phipps de TV Guide elogió la serie por su precisión, afirmando: "La serie detalla lo que ocurrió antes y después de la explosión del reactor, pero también las condiciones que permitieron que ocurriera, y que casi la empeoraron. Como tal, funciona también como una advertencia sobre quién paga las consecuencias cuando los hechos científicos chocan con las agendas políticas, ya sea hace décadas al otro lado del Telón de Acero o aquí y ahora. Algunas malas decisiones tienen una vida media que dura siglos". 
Allison Keene, de Collider, calificó la serie con 5 estrellas y la consideró una "advertencia que va más allá de la industria nuclear o incluso del medio ambiente. La advertencia aquí trata sobre lo que sucede cuando la gente decide ignorar la verdad. Resulta que no le importa, a la verdad no le importa. El mundo se calienta, estemos de acuerdo o no, y espero que la gente aprenda de la serie: que, al final, podemos elegir qué aceptar o no como cierto, pero a la verdad no le importa, y sucederá".  Nick Schager de The Daily Beast declaró que " Chernobyl se ha transformado de una historia sobre fallas de los operadores de la planta a una sobre el engaño sistemático por parte de los soviéticos obstinados, arrogantes, ciegos y tontos, cuya cultura comunista, que exige lealtad absoluta al Partido, que siempre es perfecto e infalible, incluso cuando los hechos dicen lo contrario, obligó a todos a encubrir la verdad para no ser vilipendiados como traidores que manchan la nación". 